# Cynolebias perforatus
Cynolebias perforatus är en fiskart som beskrevs av Wilson José Eduardo Moreira da Costa och Brasil 1991. Cynolebias perforatus ingår i släktet Cynolebias och familjen Rivulidae. Inga underarter finns listade i Catalogue of Life.